# Münster-Kuhviertel

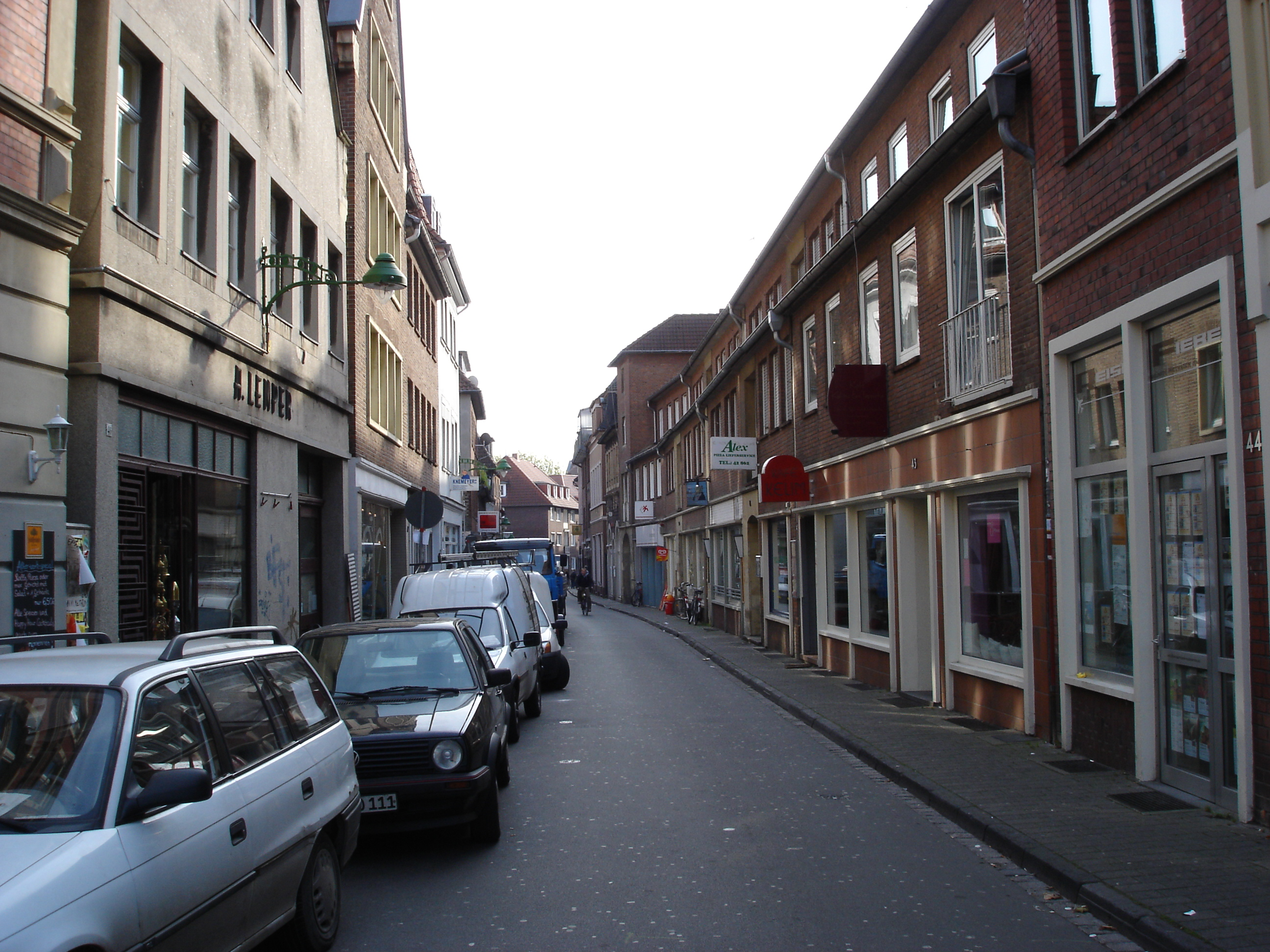
Jüdefelderstraße

Das Kuhviertel ist ein Stadtviertel in der Innenstadt der kreisfreien Stadt Münster in Westfalen und gehört zum Stadtbezirk Mitte. Es erstreckt sich am nordwestlichen Rand des Innenstadtzentrums und besteht rund um die Straßen Jüdefelderstraße, Kuhstraße, Hollenbeckerstraße, Kreuzstraße, Buddenstraße, Rosenplatz und Wankelgasse.

## Geschichte
Das innerstädtische Kuhviertel erhielt seit dem Ende des 19. Jahrhunderts einen eigenen, separierten Charakter durch den Zuzug von Angehörigen randständiger Bevölkerungsgruppen, so von Roma und jenischen „Landfahrern.“ „Unter schwierigsten und schlimmsten sozialen Bedingungen gingen sie ihren Berufen als Scherenschleifer, Korbmacher, Bürstenmacher, Besenbinder und Hausierer nach, um die im Winter gefertigten Arbeiten im Sommer über Land zu verkaufen.“ Es gab ambulante Tuch- und Kurzwarenhändler, Lumpen- und Schrotthändler, Schausteller, Entfesselungskünstler, Orgeldreher und Wahrsager in den heute historischen Straßen Tasche, Brink, Ribbergasse und deren näherem Umfeld. Es wohnten jüdische Familien dort. Innerhalb der Münsteraner Mehrheitsgesellschaft hatte das Quartier einen Ruf als „Ganovenviertel“. Die Bewohner waren als „asozial“ stigmatisiert („Tasche, Brink und Ribbergasse, Messerstecher erster Klasse.“). Das Kuhviertel war neben dem Herz-Jesu-Viertel (auch: Klein-Muffi), dem Sonnenstraßenviertel und Pluggendorf eins von vier Wohnquartieren, in denen die rotwelsche Masematte gesprochen wurde. In allen vier Vierteln lebten Münsteraner mit „sozial niedrigem Status“ als Ausgegrenzte.
Kriegszerstörungen, Verzicht auf Wiederaufbau bzw. die Neugestaltung der Stadt in diesem Bereich beendeten die Existenz der historischen Wohnbebauung des Kuhviertels.

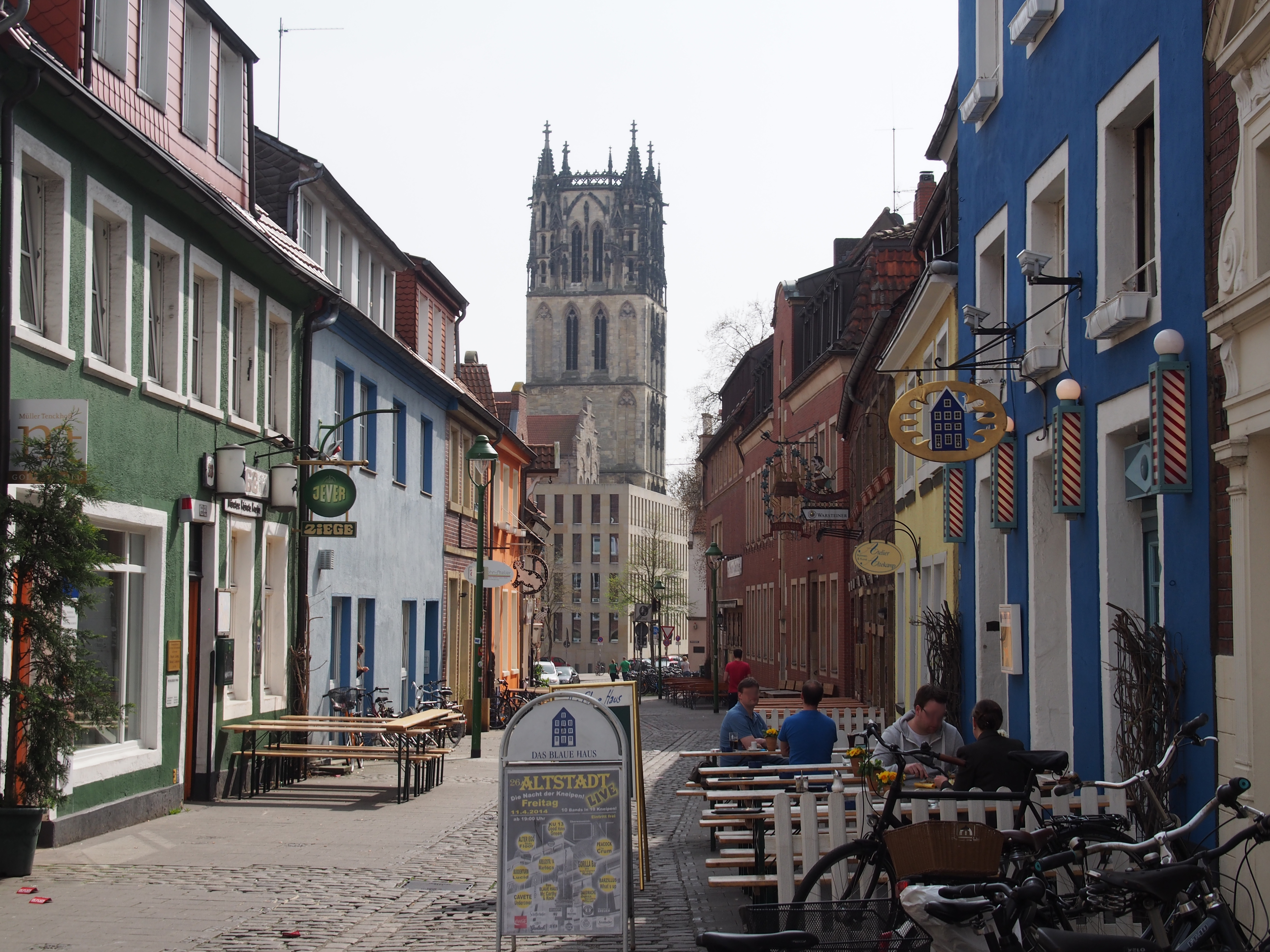
Kneipen in der Kreuzstraße

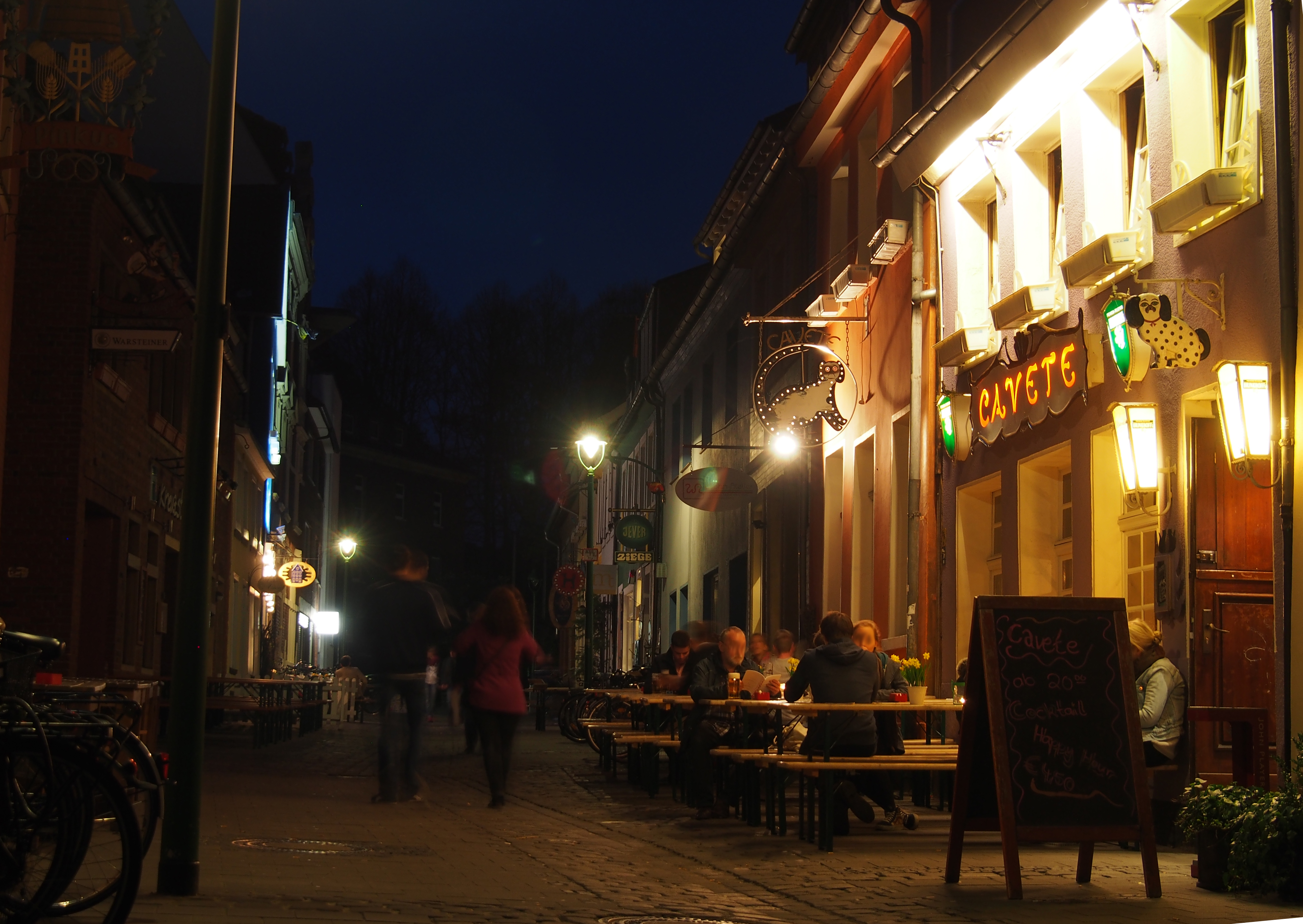
Studentenkneipe „Cavete“

## Gegenwart
Das Kuhviertel ist heute ein kleinteiliges, innerstädtisches Wohnquartier mit Fachgeschäften und Kneipen. Dazu gehören u. a. die „Cavete“ (Münsters ältester Studentenkneipe), „Barzillus“, „Gorilla-Bar“, „Davidwache“ „Buddenturm“, die „Destille“, „Das Blaue Haus“, die Bierbrauerei Pinkus-Müller und Kulturangebote wie das Aktionshaus Wilbois und Goeken.art. Die Pizzeria La Torre am Rosenplatz schloss 2023 nach 42 Jahren.